# La polizia ringrazia
La polizia ringrazia är en italiensk-tysk poliziottescofilm från 1972 i regi av Stefano Vanzina.

## Rollista i urval
- Enrico Maria Salerno – kommissarie Bertone
- Mariangela Melato – Sandra
- Franco Fabrizi – Francesco Bettarini
- Cyril Cusack – före detta kommissarie Stolfi
- Mario Adorf – biträdande åklagare Ricciuti
- Laura Belli – Anna Maria Sprovieri
- Jürgen Drews – Michele Settecamini
- Corrado Gaipa – advokat Armani